# 佐倉市立図書館
佐倉市立図書館（さくらしりつとしょかん）は、千葉県佐倉市の市立図書館（公共図書館）の総称である。

## 概要
市内3つの図書館と1つの分館、4つの図書室、移動図書館で佐倉市立図書館を構成する。
| 名称                                     | 所在地                         | 開館年月日    | 蔵書数    |
| ---------------------------------------- | ------------------------------ | ------------- | --------- |
| 佐倉図書館                               | 新町40-1                       | 1976年4月1日  | 104,418冊 |
| 志津図書館                               | 西志津4-1-2                    | 1995年7月1日  | 289,448冊 |
| 佐倉南図書館                             | 山王2-37-13                    | 2000年2月1日  | 212,180冊 |
| 志津図書館志津分館                       | 上志津1672-7                   | 1982年1月12日 | 27,286冊  |
| 臼井公民館図書室                         | 王子台1-16                     | 1984年11月6日 | 46,551冊  |
| 北志津児童センター図書室                 | 井野794-1                      | 1988年3月2日  | 14,658冊  |
| 根郷公民館図書室                         | 城343-5                        |               | 約3,000冊 |
| 和田公民館図書室                         | 直弥59                         |               | 約1,800冊 |
| 佐倉市男女平等参画推進センター「ミウズ」 | 王子台1-23 レイクピアウスイ3階 |               | 2,093冊   |
| 移動図書館                               |                                | 1979年7月24日 | 54,670冊  |

## 沿革
- 1976年（昭和51年）
  - 4月1日 - 佐倉市立図書館の設置及び管理に関する条例（昭和51年3月29日条例第10号）、佐倉市立図書館に管理運営に関する規則施行
  - 10月1日 - 佐倉市立佐倉図書館が旧中央公民館（現佐倉市立美術館）に開館。閲覧室の使用を除き一般図書、児童図書の貸出を開始
- 1977年（昭和52年）
  - 4月1日 - 全館使用開始
- 1979年（昭和54年）
  - 7月24日 - 移動図書館車「さくらおぐるま号」巡回開始
- 1981年（昭和56年）
  - 8月18日 - 新「さくらおぐるま号」巡回開始
- 1982年（昭和57年）
  - 1月12日 - 佐倉市立図書館志津分館 開館
- 1983年（昭和58年）
  - 5月1日 - 佐倉図書館が現在地（旧佐倉郵便局）に移転
- 1984年（昭和59年）
  - 11月6日 - 臼井公民館図書室 開室
- 1988年（昭和63年）
  - 3月2日 - 北志津児童センター図書室 開室
- 1995年（平成7年）
  - 7月5日 - 佐倉市立志津図書館 開館
- 2000年（平成12年）
  - 2月1日 - 佐倉市立佐倉南図書館 開館
- 2015年（平成27年）
  - 11月27日 - 志津分館 リニューアルオープン
- 2020年（令和2年）
  - 3月5日 - 新型コロナウイルス感染症拡大防止のため、臨時休館（3月5日〜3月31日）
- 2023年（令和5年）
  - 3月 - 夢咲くら館が佐倉市営駐車場跡地に開館

## 利用案内

### 開館時間
- 佐倉・志津・佐倉南図書館
  - 午前9時から午後8時
- 志津分館・各図書室
  - 午前9時から午後5時

### 休館日
月曜日・第1火曜日が祝日の場合は、その翌日が休館日となる。
- 月曜日
- 毎月第1火曜日（館内整理）
- 年末年始（12月28日 - 1月4日）
- 特別整理日（年間10日以内）

### 貸出点数・期間
- 佐倉市在住・在学・在勤
  - 1人10冊（うち視聴覚資料は3点まで）・15日間
- 千葉市・八千代市・八街市・四街道市・印西市・酒々井町在住
  - 1人5冊（うち視聴覚資料は1点まで）・15日間

## 所蔵資料
佐倉市立図書館資料収集基準による。新聞は原則として発行日より1年（縮刷版は永年）保存される。
- 図書
  - 一般図書
  - 参考図書
  - 児童図書
  - 青少年図書
  - 外国語資料
- 雑誌
- 新聞[3]
  - 朝日新聞（朝刊・夕刊・縮刷版）
  - 産経新聞（朝刊）
  - サンケイスポーツ
  - ジャパンタイムズ
  - alpha
  - スポーツニッポン
  - 千葉日報（朝刊・縮刷版）
  - 東京新聞（朝刊・夕刊）
  - 日刊スポーツ
  - 日本経済新聞（朝刊・夕刊・縮刷版）
  - 日経産業新聞
  - スポーツ報知
  - 毎日新聞（朝刊・夕刊）
  - 読売新聞（朝刊・夕刊）
  - 日経MJ
- 郷土・行政資料
- 視聴覚資料
- 障害者用資料
- 電子出版資料

## 佐倉図書館

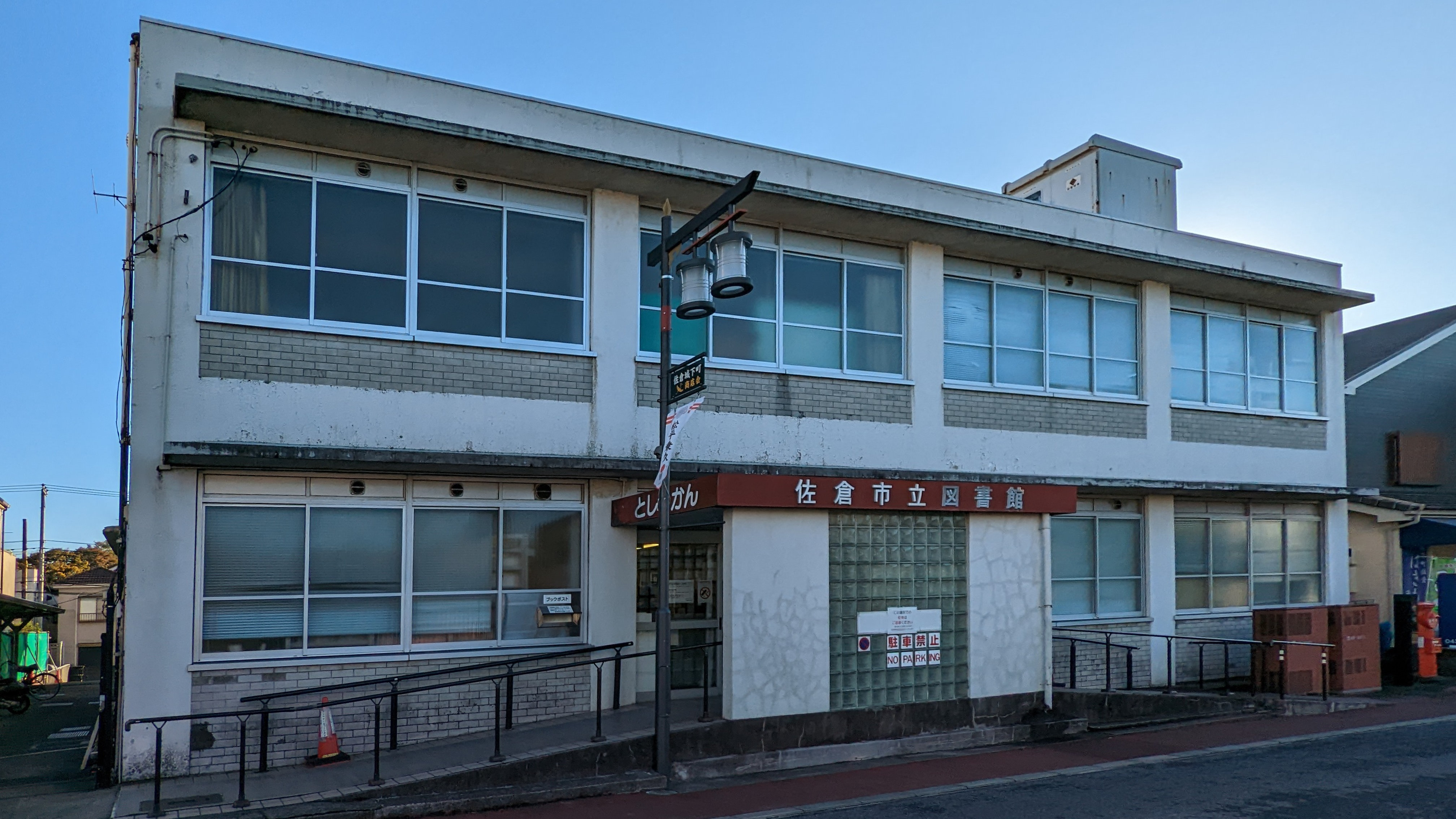
旧佐倉図書館（2023年1月末まで）

開館当初は旧川崎銀行佐倉支店（現在の佐倉市立美術館）を図書館として利用していた。1983年に現在地（旧佐倉郵便局）に移転。
佐倉図書館等新町活性化複合施設（仮称。愛称は夢咲くら館）として、佐倉市営駐車場跡地（新町40番1外）に佐倉図書館を核とした地下1階、地上2階の複合施設が2023年3月の開館
。設計は岡田新一設計事務所、施工は前田建設工業が担当する。子育て支援コーナー、人権啓発コーナー、佐倉を学ぶフロア、カフェなどが併設され、開館後の蔵書数は現在の約1.5倍の16万冊になる。旧佐倉図書館は複合施設の開館後に取り壊され、駐車場として整備された。
2025年2月館内に異臭がしたため調査した所、汚水管の破損により地下ピットに大量の汚物が滞留していたことが判明、2月22日から全館休館となった。汚物の排出後3月15日に一部区画の運営を再開したが、図書館については依然休館中である。

## 志津図書館
1995年開館。西志津ふれあいセンター、西志津市民サービスセンター、佐倉市適応指導教室との複合施設である。市内の図書館で最も規模が大きく、2000年2月19日には1日の来館者数が3,059人を記録した。

### 志津図書館志津分館
1982年開館。2015年11月に志津市民プラザ2階にリニューアルオープン。志津公民館、佐倉市役所志津出張所、志津児童センター、志津南部地域包括支援センターとの複合施設である。

## 佐倉南図書館
2000年開館。佐倉市立根郷中学校と隣接しており、連絡通路で繋がっている。

## 図書室

### 臼井公民館図書室
図書館の分館的な機能を持ちながら、市民音楽ホールとの複合施設としての特殊性と地域性を考慮しつつ、児童・一般図書のほか、楽譜・音楽関係図書の充実を図ることにより、特色ある図書室運営を目指している。

### 北志津児童センター図書室
現在は、学童保育所などを運営している指定管理者の「ワイエム総合サービス株式会社」によって運営されている。

### 佐倉市男女平等参画推進センター「ミウズ」
佐倉市男女平等参画推進センターの設置及び管理に関する条例により、運営されている。

## 移動図書館
愛称はさくらおぐるま号。図書館から離れた地域に設けられたステーションや学校において、定期的に図書の貸出を行う。車体は三菱ふそう・キャンターである。蔵書数54,670冊。

### 一般ステーション
- 第1・第3水曜日
  - 八幡台（八幡台会館）
  - 宮ノ台（佐倉市立井野中学校）
  - 染井野（みずき公園）
- 第2・第4火曜日
  - 六崎（根郷角栄井戸作東公園脇）
  - 春路（しろさわ公園）
  - 城（松ヶ丘一号公園下）
  - 大崎台（城堀公園）
- 第2・第4水曜日
  - 藤治台（集会所脇）
  - 白銀（堀上公園）
  - 江原台（健康管理センター）

### 学校巡回ステーション
- 第2・第4火曜日
  - 佐倉市立和田小学校
- 第2・第4水曜日
  - 佐倉市立内郷小学校

## アクセス

### 佐倉図書館
- 京成本線京成佐倉駅より徒歩10分
- 佐倉駅よりちばグリーンバス「京成佐倉駅」行きに乗車、「二番町」下車徒歩3分

### 志津図書館
- 京成本線志津駅より徒歩15分
- 京成本線勝田台駅より千葉内陸バス「四街道駅」または「み春野」行きに乗車、「志津図書館」下車すぐ
- 総武本線四街道駅よりちばグリーンバス「勝田台駅」または「志津駅南口」行きに乗車、「志津図書館」下車すぐ

### 佐倉南図書館
- 総武本線物井駅より徒歩25分
- 京成佐倉駅または佐倉駅よりちばグリーンバス「物井駅」行きに乗車、「南図書館」下車徒歩3分

### 志津図書館志津分館
- 京成本線志津駅より徒歩3分

### 臼井公民館図書室
- 京成本線京成臼井駅より徒歩4分

### 北志津児童センター図書室
- ユーカリが丘線公園駅より徒歩3分